# Anoplophora similis
Anoplophora similis är en skalbaggsart som först beskrevs av Charles Joseph Gahan 1900.  Anoplophora similis ingår i släktet Anoplophora och familjen långhorningar. Inga underarter finns listade i Catalogue of Life.